# Ridwane M'Barki
Ridwane M'Barki (Dilbeek, 2 juli 1994) is een Belgisch voetballer die als aanvaller uitkomt voor FCV Dender EH.

## Statistieken
| Seizoen         | Club               | Competitie             | Competitie | Competitie | Play-offs | Play-offs | Beker | Beker | Totaal | Totaal |
| Seizoen         | Club               | Competitie             | Wed.       | Dlp.       | Wed.      | Dlp.      | Wed.  | Dlp.  | Wed.   | Dlp.   |
| --------------- | ------------------ | ---------------------- | ---------- | ---------- | --------- | --------- | ----- | ----- | ------ | ------ |
| 2015-2016       | Londerzeel SK      | Derde klasse           | 32         | 4          | 0         | 0         | 1     | 0     | 33     | 4      |
| 2016-2017       | Lommel United      | Tweede klasse          | 9          | 0          | 0         | 0         | 2     | 0     | 11     | 0      |
| 2016-2017       | → Sporting Hasselt | Eerste klasse amateurs | 6          | 0          | 1         | 0         | 0     | 0     | 7      | 0      |
| 2017-2018       | FCV Dender EH      | Eerste klasse amateurs | 12         | 2          | 0         | 0         | 0     | 0     | 12     | 2      |
| Carrière totaal | Carrière totaal    | Carrière totaal        | 59         | 6          | 1         | 0         | 3     | 0     | 62     | 6      |

3 Pupe ·
4 Goncalves ·
5 Fila ·
6 Masangu ·
7 M'Barki ·
8 Van Oudenhove ·
9 Lallemand ·
10 Hens ·
11 Scheidler ·
13 Devriendt ·
15 Fofana ·
16 Kvet ·
17 Yahaya ·
18 Rôdes ·
19 Akman ·
20 Hrncar ·
21 Cools ·
22 Ruyssen ·
23 Acquah ·
24 Viltard ·
26 Oratmangoen ·
30 Dietsch ·
34 Verrips ·
53 Sylla ·
77 Nsimba ·
88 Ferraro ·
90 Berte ·
98 Soladio ·
Coach: Euvrard